# Serbannes
Serbannes est une commune française située dans le département de l'Allier, en région Auvergne-Rhône-Alpes. Elle fait partie de l'aire d'attraction de Vichy.

## Géographie

### Localisation
La commune de Serbannes est située au sud-est du département de l'Allier, en Limagne bourbonnaise. Elle constitue un des pôles de proximité de l'ancienne communauté d'agglomération de Vichy Val d'Allier, rattaché à Bellerive-sur-Allier pour les équipements de plus grande importance.
Cinq communes sont limitrophes de Serbannes, toutes situées dans le même département : Bellerive-sur-Allier, Biozat, Brugheas, Cognat-Lyonne et Espinasse-Vozelle.
| Espinasse-Vozelle |           | Bellerive-sur-Allier |
| Cognat-Lyonne     | Serbannes |                      |
| Biozat            |           | Brugheas             |

### Géologie et relief
La commune s'étend sur 1 430 hectares ; son altitude varie entre 278 et 375 mètres.
Situé « sur un long plateau de nappes alluviales, de faible déclivité sud-nord », le territoire communal est « limité par les vallées du Béron à l'ouest, du Briandet au nord, du Sarmon à l'est », et redécoupée par des affluents. Positionnée en plateau, la commune offre une vue sur la Montagne bourbonnaise.
La forêt de Montpensier, séparant le chef-lieu de la commune du village du Jaunet, occupe près de la moitié du territoire communal (663 hectares). Classée en ZNIEFF de type 1, elle est limitée par le bois de Charmeil et la forêt de Marcenat au nord et par les forêts de la Boucharde et de Randan au sud.

### Hydrographie
La commune est traversée par les ruisseaux du Briandet et du Sarmon.

### Climat
Pour des articles plus généraux, voir Climat d'Auvergne-Rhône-Alpes et Climat de l'Allier.
En 2010, le climat de la commune est de type climat océanique dégradé des plaines du Centre et du Nord, selon une étude du CNRS s'appuyant sur une série de données couvrant la période 1971-2000. En 2020, Météo-France publie une typologie des climats de la France métropolitaine dans laquelle la commune est exposée à un climat de montagne ou de marges de montagne et est dans la région climatique Nord-est du Massif Central, caractérisée par une pluviométrie annuelle de 800 à 1 200 mm, bien répartie dans l’année.
Pour la période 1971-2000, la température annuelle moyenne est de 10,9 °C, avec une amplitude thermique annuelle de 16,2 °C. Le cumul annuel moyen de précipitations est de 830 mm, avec 10,5 jours de précipitations en janvier et 7,8 jours en juillet. Pour la période 1991-2020, la température moyenne annuelle observée sur la station météorologique de Météo-France la plus proche, « Vichy-Ville », sur la commune de Vichy à 6 km à vol d'oiseau, est de 12,7 °C et le cumul annuel moyen de précipitations est de 799,6 mm,. Pour l'avenir, les paramètres climatiques de la commune estimés pour 2050 selon différents scénarios d'émission de gaz à effet de serre sont consultables sur un site dédié publié par Météo-France en novembre 2022.

### Milieux naturels et biodiversité
La forêt de Montpensier, limitant le chef-lieu de la commune au village du Jaunet, et partiellement défriché pour la construction d'un golf et du contournement, est classée en ZNIEFF de type 1.

## Urbanisme

### Typologie
Au 1er janvier 2024, Serbannes est catégorisée commune rurale à habitat dispersé, selon la nouvelle grille communale de densité à 7 niveaux définie par l'Insee en 2022.
Elle appartient à l'unité urbaine de Vichy, une agglomération intra-départementale dont elle est une commune de la banlieue,. Par ailleurs la commune fait partie de l'aire d'attraction de Vichy, dont elle est une commune de la couronne,. Cette aire, qui regroupe 50 communes, est catégorisée dans les aires de 50 000 à moins de 200 000 habitants,.

### Occupation des sols

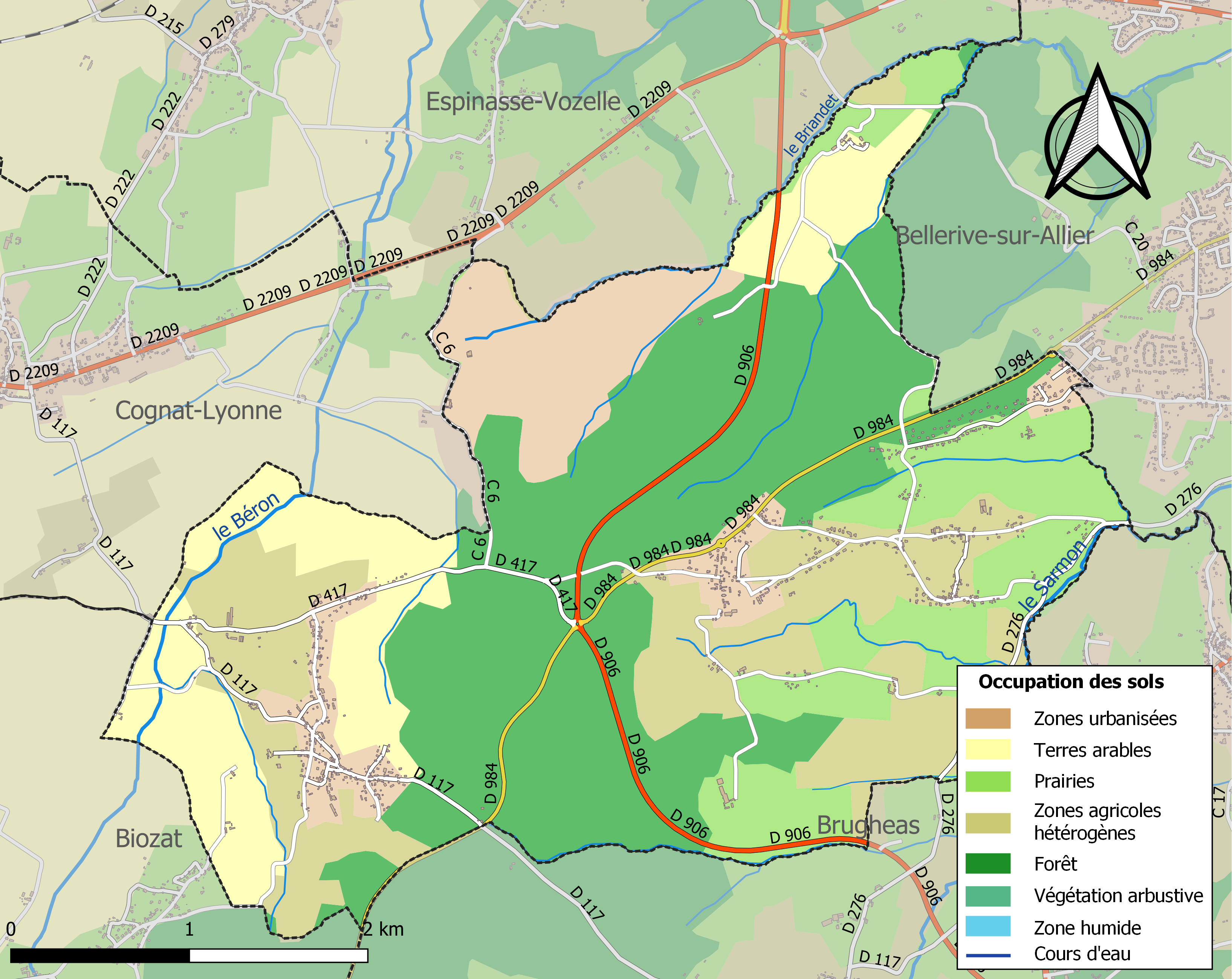
Carte des infrastructures et de l'occupation des sols de la commune en 2018 (CLC).

L'occupation des sols de la commune, telle qu'elle ressort de la base de données européenne d’occupation biophysique des sols Corine Land Cover (CLC), est marquée par l'importance des territoires agricoles (49,7 % en 2018), en diminution par rapport à 1990 (52,3 %). La répartition détaillée en 2018 est la suivante : forêts (38 %), zones agricoles hétérogènes (19,9 %), prairies (15,4 %), terres arables (14,5 %), espaces verts artificialisés, non agricoles (7,3 %), zones urbanisées (5 %).
L'IGN met par ailleurs à disposition un outil en ligne permettant de comparer l’évolution dans le temps de l’occupation des sols de la commune (ou de territoires à des échelles différentes). Plusieurs époques sont accessibles sous forme de cartes ou photos aériennes : la carte de Cassini (XVIIIe siècle), la carte d'état-major (1820-1866) et la période actuelle (1950 à aujourd'hui).

### Morphologie urbaine
La commune est divisée en plusieurs villages, notamment Le Jaunet et le chef-lieu, séparés par la forêt de Montpensier.
Sur les 1 430 hectares de superficie communale, 101,3 sont occupés par des espaces habités.
Un contrat communal d'aménagement de bourg a été élaboré en 2015 pour la rénovation de plusieurs axes routiers autour du bourg.

### Logement
En 2013, la commune comptait 379 logements, contre 342 en 2008. Parmi ces logements, 88,9 % étaient des résidences principales, 4 % des résidences secondaires et 7,2 % des logements vacants. Ces logements étaient pour 99,5 % d'entre eux des maisons individuelles et pour 0,5 % des appartements.
La proportion des résidences principales, propriétés de leurs occupants était de 91,3 %, en hausse sensible par rapport à 2008 (89,8 %). Il n'existe aucun logement HLM loué vide.

### Planification de l'aménagement
Le plan local d'urbanisme de Serbannes a été approuvé par délibération du conseil communautaire de Vichy Communauté le 13 décembre 2018.

### Voies de communication et transports

#### Voies routières

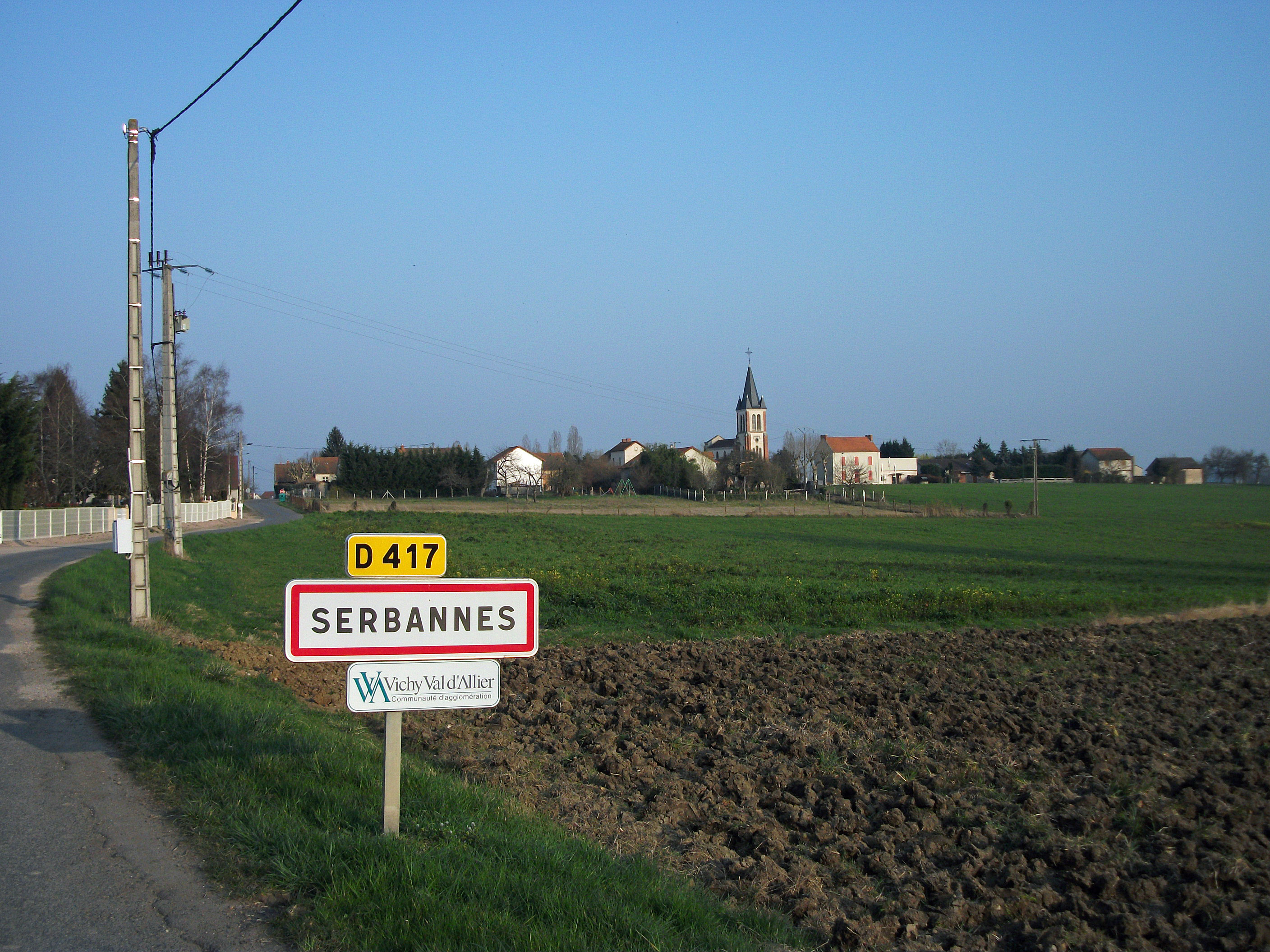
Entrée par la D 417.

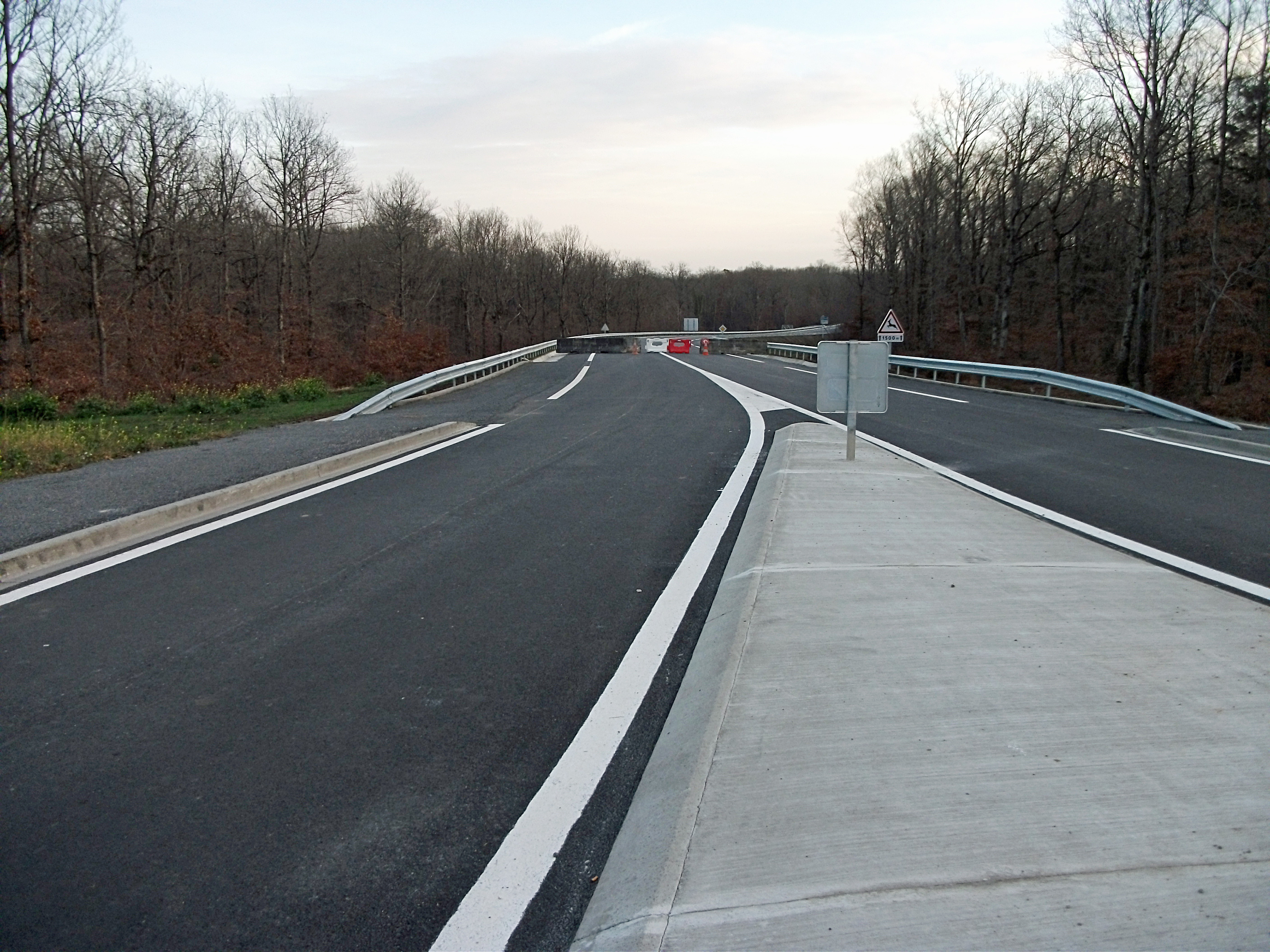
Contournement sud-ouest en direction de Thiers.

La commune est accessible par la route départementale 984, ancienne route nationale 684 classée dans les années 1930 et reversée au département de l'Allier dans les années 1970. Avant ce classement, il s'agissait du chemin d'intérêt commun no 43 qui traversait la commune, oubliée sur la carte Michelin de 1910. Par cette route, Aigueperse est située à seize kilomètres et Effiat à onze kilomètres en direction du sud-ouest ; Vichy à six kilomètres et Bellerive-sur-Allier à cinq kilomètres.
Deux routes départementales assurent la desserte locale en direction de Cognat-Lyonne : à l'ouest, la RD 117, reliant Saulzet à Brugheas, passant par les lieux-dits Bellevue et Village de Vacheron. Du premier village cité, une RD 417 la raccorde au chef-lieu de la commune ; son tracé a été modifié à la suite de la mise en service d'un carrefour giratoire avec le contournement sud-ouest. La section de la route de la Baconnette (RD 417) située entre le contournement et la RD 984 devient un délaissé.
Au sud-est, une partie de la liaison de Bellerive-sur-Allier à Brugheas, assurée par la RD 276, dessert les villages des Batelières et du Grand Serbannes par des voies communales.
À l'ouest de la commune, le conseil départemental de l'Allier a construit le contournement sud-ouest de Vichy : débutés fin 2011, les travaux ont très vite été suspendus pour des raisons environnementales. Des hectares de forêts, notamment celle de Montpensier, ont déjà été détruits. Après la révision des dossiers, un nouvel arrêté préfectoral et l'approbation du CNPN, les travaux ont repris fin 2013 ; inaugurée le 28 janvier 2016, cette route, appelée RD 906, est ouverte depuis le 2 février.

#### Transports en commun
Le réseau MobiVie ne dessert pas la commune de Serbannes. Toutefois, la ligne B, desservant la mairie de Bellerive, peut être prolongée vers l'espace Monzière et la Croix Jacob.

#### Liaisons pédestres
La voie romaine Vichy-Clermont passait par Serbannes. En outre, le sentier de grande randonnée (GR) 463, reliant les GR 46 à Évaux-les-Bains au GR 3 à La Chabanne, « passe en ligne droite dans la forêt de Montpensier ».

### Risques naturels et technologiques
La commune est soumise aux risques de mouvement de terrain et de séisme. Elle n'a pas élaboré de DICRIM.
Un plan de prévention des risques retrait-gonflement des argiles a été approuvé le 22 août 2008.
Par exception au reste du département, dont ses communes sont classées en zone de sismicité de niveau 2 ou faible, Serbannes est l'une des vingt-neuf communes situées en « zone d'aléa modéré ».
Plusieurs arrêtés de catastrophe naturelle ont été prononcés, le dernier concernant des « mouvements de terrain différentiels consécutifs à la sécheresse et à la réhydratation des sols » qui se sont déroulés pendant la période du 1er avril au 30 juin 2011, reconnu le 27 juillet 2012 avec parution au Journal officiel du 2 août.

## Toponymie

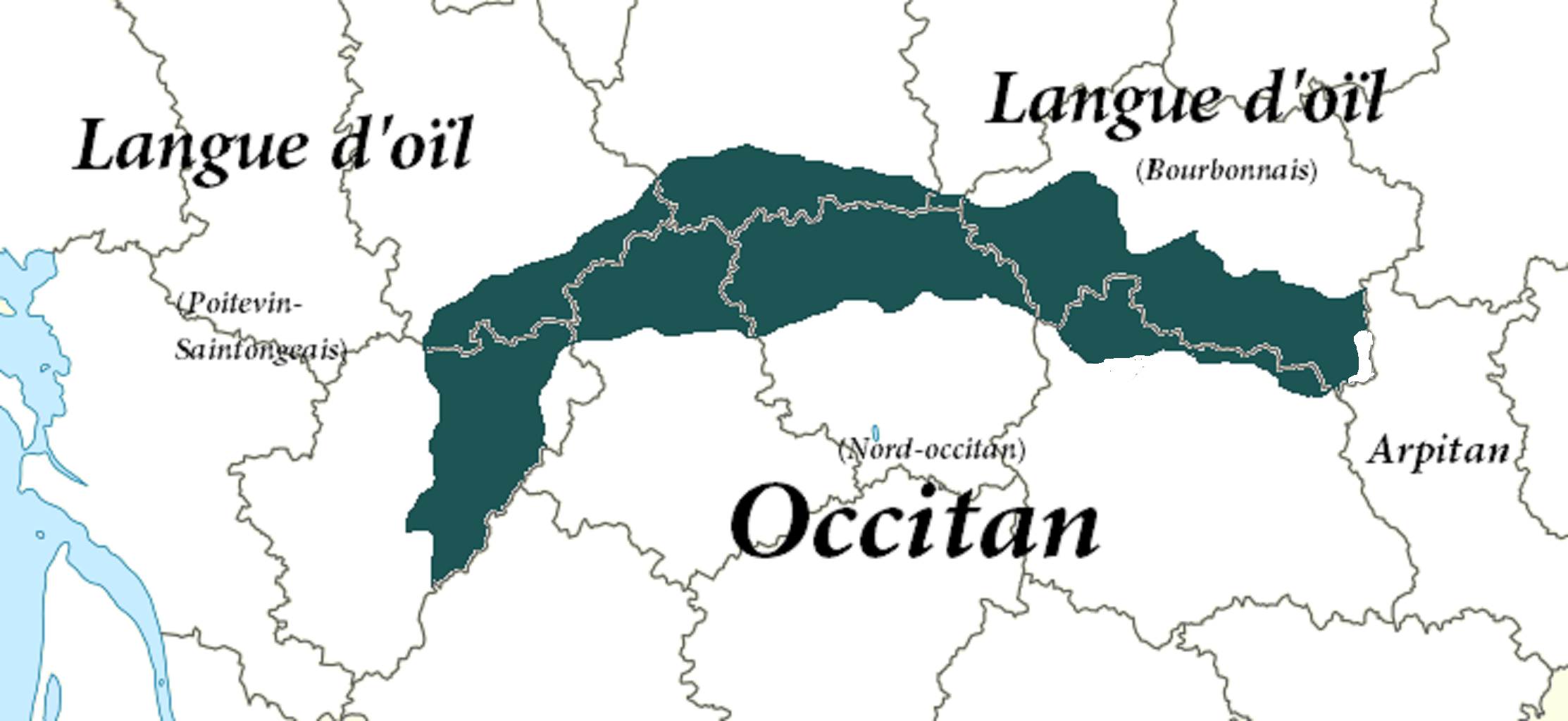
Aire linguistique du Croissant selon lAtlas sonore des langues régionales (CNRS, 2022). Vichy et sa région forme la deuxième plus grande agglomération du Croissant.

L'origine du nom « Serbannes » est issue de sa situation topographique : ser, issu du ruisseau du Sarmon traversant la commune, ban, « d'origine gauloise, désigne un relief en pointe ».
La commune prit le nom de Salbannes en 1349 (dont on retrouve sal « maison du chef » et un substantif issu de l'ancien francique bannjan « proclamer »), Servannes en 1535, Sarbanne en 1760, puis Serbaune sous l'an II. Le Bulletin des lois de 1801 modifie cette orthographe en sa dénomination actuelle.
Le nom est Serbanas en bourbonnais du Croissant. La commune est située dans l'aire linguistique du Croissant, zone où la langue est de transition entre la langue occitane et la langue d'oïl.

## Histoire
Les Romains ont laissé leur trace sur le territoire de la commune sous la forme de la voie romaine de Vichy à Clermont qui y passe. Par ailleurs, un fragment anépigraphe, en grès fin selon certains, en calcaire selon d'autres, de colonne ou de borne milliaire romaine a été trouvé dans la forêt de Randan et a fait l'objet d'une christianisation par réemploi pour servir de socle (ou de fût) à la croix Saint-Martial à 500 m au sud du bourg. Une autre croix similaire est présente dans le cimetière.
Des communautés rurales se sont formées au XIIIe siècle autour de la forêt de Montpensier en voie de défrichement, sous forme de hameaux : Pouzat au nord, le Jaunet à l'ouest, et Brugheas à l'est. Le site de Serbannes correspond à une maison forte éphémère de la deuxième moitié du XIIIe siècle, peut-être liée aux derniers défrichements.
Les vallées fertiles étaient « propices à la polyculture, à l'élevage ou aux vergers ». La vigne était omniprésente autour du Petit Serbannes ; deux rues témoignent de cette activité,.
Le bourg de Serbannes se situait sur le site primitif de « la Pause » (500 m au sud du bourg), mais il ne s'établit que sur les hauteurs du plateau au milieu du XIXe siècle.
Le village du Jaunet comptait toutefois plus d'habitants à la fin du XIXe siècle que Petit et Grand Serbannes réunis. On comptait 427 habitants contre 180 dans le Grand Serbannes en 1856. Historiquement, ces deux portions ne faisaient pas partie de la même maréchaussée : alors que le chef-lieu appartenait au côté bourbonnais, Le Jaunet était rattachée à la maréchaussée auvergnate. Ces deux entités ont été coupées avec la construction du contournement sud-ouest de l'agglomération vichyssoise, entre village à vocation rurale et chef-lieu à dominante urbaine et rapprochée de l'agglomération. Ainsi, deux voies vertes permettraient de renforcer les liens de part et d'autre de la route principale dans une commune désormais coupée par cette déviation.
Au tournant du XXe siècle la commune, comme plusieurs autres communes aux alentours de Vichy, a eu au moins un forage pour eau minérale.

## Politique et administration

### Découpage territorial
Serbannes est rattachée au canton de Bellerive-sur-Allier depuis le redécoupage des cantons du département de l'Allier, appliqué depuis les élections départementales de 2015 ; en outre, elle dépend de la troisième circonscription de l'Allier.
Jusqu'en mars 2015, Serbannes faisait partie du canton d'Escurolles.

### Tendances politiques et résultats
À l'élection présidentielle de 2012, les électeurs ont majoritairement voté pour François Hollande (PS) par 50,61 % des voix au second tour, le taux de participation s'élevant à 89,36 % (au premier tour, ils avaient voté en majorité pour Nicolas Sarkozy avec trois voix de plus que Hollande).
Aux élections législatives de 2012, Gérard Charasse (PRG) est réélu dans la troisième circonscription du département (59,39 % des voix des exprimés, taux de participation 68,64 %).
Le maire sortant a été réélu à l'issue des élections municipales de 2014. Il est, en outre, conseiller communautaire ; trois adjoints ont été désignés lors du conseil municipal. 448 des 612 inscrits, soit 73,20 %, ont voté le 23 mars 2014 à cette élection, tenue au scrutin majoritaire.
Aux élections départementales de 2015, le binôme composé d'Isabelle Goninet et de Jean-Jacques Rozier (Union de la droite), élu dans le canton de Bellerive-sur-Allier, a recueilli 64,17 % des suffrages exprimés dans la commune. 58,72 % des électeurs ont voté, soit 357 votants sur 608 inscrits.

### Administration municipale
En 2011, Serbannes comptait 751 habitants. Ce chiffre a été retenu pour déterminer le nombre de membres du conseil municipal.
Ce chiffre de population étant compris entre 500 et 1 499, quinze membres sont élus. Le conseil municipal est composé de trois adjoints et de onze conseillers municipaux.

### Liste des maires
La mairie-école a été construite en 1848 et agrandie en 1883 pour « accueillir l'école des filles située auparavant au Jaunet ».
| Période                                  | Période                      | Identité         | Étiquette | Qualité                                          |
| ---------------------------------------- | ---------------------------- | ---------------- | --------- | ------------------------------------------------ |
| Les données manquantes sont à compléter. |                              |                  |           |                                                  |
| mars 2001                                | mars 2008                    | Jean Debut       | PCF       |                                                  |
| mars 2008                                | mai 2020                     | Raymond Pourchon | DVG       | Retraité de l'enseignement Réélu en 2014         |
| mai 2020                                 | En cours (au 8 juillet 2020) | Christine Bouard |           | Commerciale dans le secteur du sport - Retraitée |

## Équipements et services publics

### Politique environnementale
La gestion des déchets ménagers est assurée par le SICTOM Sud Allier. La collecte des emballages ménagers s'effectue en porte à porte depuis 2011.

### Enseignement
Serbannes dépend de l'académie de Clermont-Ferrand.
Les élèves commencent leur scolarité à l'école élémentaire publique de la commune accueillant environ 65 élèves, avec une classe de maternelle et deux d'élémentaire. Le bâtiment daterait du 3e quart du XIXe siècle.
Ils la poursuivent au collège de Bellerive-sur-Allier, puis au lycée de Presles de Cusset (renommé lycée Albert-Londres).

### Justice
Sur le plan judiciaire, Serbannes dépend de la cour administrative d'appel de Lyon, de la cour d'appel de Riom, du tribunal administratif de Clermont-Ferrand, du tribunal de proximité de Vichy et des tribunaux judiciaire et de commerce de Cusset.

## Population et société

### Démographie

#### Évolution démographique
L'évolution du nombre d'habitants est connue à travers les recensements de la population effectués dans la commune depuis 1793. Pour les communes de moins de 10 000 habitants, une enquête de recensement portant sur toute la population est réalisée tous les cinq ans, les populations de référence des années intermédiaires étant quant à elles estimées par interpolation ou extrapolation. Pour la commune, le premier recensement exhaustif entrant dans le cadre du nouveau dispositif a été réalisé en 2004.

En 2022, la commune comptait 826 habitants, en évolution de −0,12 % par rapport à 2016 (Allier : −1,38 %, France hors Mayotte : +2,11 %).
| 1793 | 1800 | 1806 | 1821 | 1831 | 1836 | 1841 | 1846 | 1851 |
| ---- | ---- | ---- | ---- | ---- | ---- | ---- | ---- | ---- |
| 514  | 522  | 494  | 459  | 645  | 702  | 700  | 776  | 736  |

| 1856 | 1861 | 1866 | 1872 | 1876 | 1881 | 1886 | 1891 | 1896 |
| ---- | ---- | ---- | ---- | ---- | ---- | ---- | ---- | ---- |
| 728  | 683  | 679  | 707  | 726  | 693  | 702  | 640  | 607  |

| 1901 | 1906 | 1911 | 1921 | 1926 | 1931 | 1936 | 1946 | 1954 |
| ---- | ---- | ---- | ---- | ---- | ---- | ---- | ---- | ---- |
| 567  | 587  | 570  | 522  | 515  | 518  | 487  | 474  | 515  |

| 1962 | 1968 | 1975 | 1982 | 1990 | 1999 | 2004 | 2006 | 2009 |
| ---- | ---- | ---- | ---- | ---- | ---- | ---- | ---- | ---- |
| 554  | 527  | 536  | 650  | 757  | 689  | 695  | 711  | 729  |

| 2014 | 2019 | 2022 | - | - | - | - | - | - |
| ---- | ---- | ---- | - | - | - | - | - | - |
| 807  | 805  | 826  | - | - | - | - | - | - |

#### Pyramide des âges
En 2021, le taux de personnes d'un âge inférieur à 30 ans s'élève à 27,3 %, soit en dessous de la moyenne départementale (29,0 %). De même, le taux de personnes d'âge supérieur à 60 ans est de 32,7 % la même année, alors qu'il est de 35,6 % au niveau départemental.
En 2021, la commune comptait 400 hommes pour 413 femmes, soit un taux de 50,80 % de femmes, légèrement inférieur au taux départemental (52,03 %).
Les pyramides des âges de la commune et du département s'établissent comme suit :
| Hommes | Classe d’âge | Femmes |
| ------ | ------------ | ------ |
| 0,5    | 90 ou +      | 0,8    |
| 6,4    | 75-89 ans    | 7,8    |
| 26,7   | 60-74 ans    | 23,1   |
| 24,9   | 45-59 ans    | 25,3   |
| 14,0   | 30-44 ans    | 15,9   |
| 13,3   | 15-29 ans    | 12,3   |
| 14,1   | 0-14 ans     | 14,9   |

| Hommes | Classe d’âge | Femmes |
| ------ | ------------ | ------ |
| 1,2    | 90 ou +      | 3      |
| 10     | 75-89 ans    | 13,4   |
| 21,3   | 60-74 ans    | 22     |
| 20,6   | 45-59 ans    | 19,6   |
| 15,7   | 30-44 ans    | 15     |
| 15,6   | 15-29 ans    | 12,9   |
| 15,7   | 0-14 ans     | 14     |

### Manifestations culturelles et festivités
En complément des liaisons pédestres existantes sur la commune, des associations locales organisent des manifestations à titre de découverte, à pied ou en VTT : « Nature de Serbannes », « Rando du Muguet », ou « Balade au clair de lune ».

### Sports
Serbannes possède un équipement sportif, le golf de la forêt de Montpensier, accessible par la route de Cognat-Lyonne. Les équipements sportifs communautaires ou de plus grande importance sont rattachés à la commune limitrophe de Bellerive-sur-Allier, comme le COSEC ou le stade aquatique.

## Économie

### Emploi
Serbannes fait partie de la zone d'emploi de Vichy. En 2013, la population âgée de quinze à soixante-quatre ans s'élevait à 497 personnes, parmi lesquelles on comptait 71,1 % d'actifs dont 66 % ayant un emploi et 5,1 % de chômeurs.
On comptait 80 emplois dans la zone d'emploi. Le nombre d'actifs ayant un emploi résidant dans la zone étant de 330, l'indicateur de concentration d'emploi est de 24,3 %, ce qui signifie que la commune offre moins d'un emploi par habitant actif. Par ailleurs, Serbannes est la seule commune de l'agglomération à compter « moins de 50 % d'employés et d'ouvriers dans les actifs résidants ».
276 des 330 personnes âgées de quinze ans ou plus (soit 83,7 %) sont des salariés. Près d'un actif sur neuf travaille dans la commune de résidence.

### Entreprises
Au 1er janvier 2014, Serbannes comptait 38 entreprises : aucune dans l'industrie, dix dans la construction, vingt-quatre dans le commerce, les transports et les services divers et quatre dans le secteur administratif, ainsi que 40 établissements.

### Commerce
La base permanente des équipements de 2015 recensait un magasin d'électroménager et de matériel audio-vidéo.
En tant que pôle de proximité, les commerces les plus importants se situent à Bellerive-sur-Allier : on y trouve notamment un centre commercial.

### Tourisme
Aucun hôtel, camping ou autre hébergement collectif n'existait sur la commune au 1er janvier 2016.

## Culture et patrimoine

### Lieux et monuments

#### Châteaux
- Château du Jaunet, XVIe et XIXe siècles[53]
- Château à Pouzat, 2e quart du XIXe siècle[54], plus précisément entre 1839 et 1844[CCAB 11].

#### Architecture religieuse

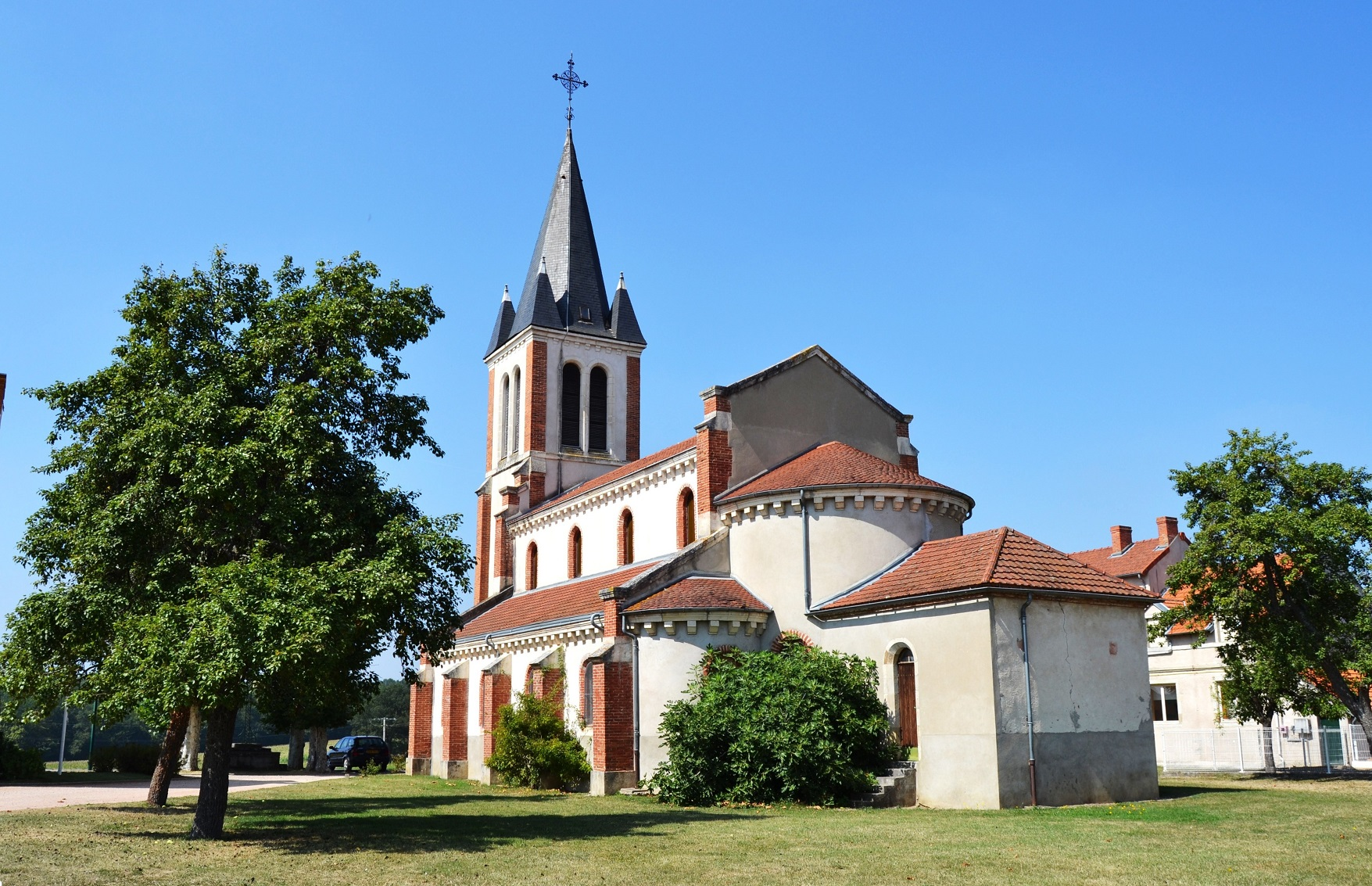
L'église paroissiale.

- Église paroissiale Saint-Jean, Saint-Martial, XIe et XIIe siècles, détruite[55]
- Église paroissiale Saint-Jean, 1873-1892[56] + mobilier, nombreux objets répertoriés dans la base Palissy[57],[58]
- Croix monumentale, 1850[59]
- Presbytère, 4e quart du XIXe siècle[60]